# Вргоч, Антун
Антун Вргоч (хорв. Antun Vrgoč; 30 августа 1881, Гуня — 8 августа 1949, Загреб) — хорватский фармаколог, фармакогност и университетский преподаватель.

## Биография

### Ранние годы
Антун Вргоч родился на востоке Хорватии в деревне Гуня, в семье учителя, предки которого переехали сюда из Далмации. Потеряв работу в школе Гуни, его отец был вынужден устроиться на работу лесорубом в селе Оролик, куда он переехал со своей семьёй, и где юный Антун поступил в начальную школу. После окончания в 1892 году школы в Оролике, Вргоч поступил в одну из гимназий города Винковци, где за пару лет до своего выпуска познакомился с будущим знаменитым врачом-гигиенистом Андрием Штампаром. В этот период Антун Вргоч увлекался изучением хорватской литературы, читал произведения Матии Рельковича, Йосипа Козараца и его брата Ивана. В этот же период, изучая творчество хорватского поэта Мато Топаловича, Вргоч нашёл и опубликовал его, ранее неизвестное, стихотворение 1835 года.
Успешно сдав в 1900 году выпускной экзамен, Вргоч отправился в Загреб, где поступил на химическое отделение Философского факультета Загребского университета, где помимо химии он изучал фармакогнозию, минералогию, ботанику, зоологию и философию. Получив в 1904 году диплом, он отправился в Грацский университет, где на протяжении всего зимнего семестра 1904/05 учебного года он продолжал изучать фармакогнозию и ботанику под началом двух известных австрийских профессоров Пауля Теодора Мюллера и Готлиба Хаберландта. По завершении обучения, Вргоч загорелся идеей отправиться на юг Италии и Сицилию для исследования античных произведений искусства, однако этому воспрепятствовало его абсолютное незнание итальянского языка, для изучения которого, он на год вступил в ряды австро-венгерской армии для несения службы в городе Триест.
После года службы на Австрийском Приморье Вргоч пересмотрел своё решение относительно поездки на юг Италии и вернулся в Загреб, где занял должность ассистента в созданном Юлие Домацем Институте фармакогнозии при Загребском университете. В 1910 году он защитил докторскую диссертацию по фармакологии. По рекомендации Домаца Вргоч отправился в Швейцарию для учёбы в фармацевтическом институте Бернского университета. В стенах института, а конкретнее, на лекциях немецкого ботаника и фармакогноста Александра Чирха, Вргоч получил знания из новых для себя областей науки: фармакохимии и фармакоботаники.

### Плен в России
Своё обучение в Берне Вргоч был вынужден прервать из-за начала в Европе Первой мировой войны и последующей за этим его мобилизации в австро-венгерскую армию. В начале августа 1914 года Вргоч в ранге офицера запаса был определён в 6-й кавалерийский полк, который был отправлен на Восточный фронт, в район Галиции. 26 октября 1914 года, в ходе боёв под Пшемыслем, Вргоч получил штыковое ранение и был взят в плен российскими солдатами. Зная, что в скором времени на выручку его полка прибудет австрийское подкрепление, Вргоч, воспользовавшись полученным в Берне неплохим знанием русского языка, убедил российского офицера в необходимости отступления его солдат с поля боя. Последовав совету Вргоча, российские войска вернулись на свои тыловые позиции, тем самым сохранив себе и пленным жизнь, так как на следующий день австро-венгерская армия действительно отбила позиции под Пшемыслем. В одном из окопов австрийский командир обнаружил тело солдата и лежащий рядом пакет с личными вещами Вргоча, на основании чего Военное министерство в Вене признало Антуна Вргоча погибшим, о чём было доложено его жене Ирене.
Тем временем раненого Вргоча на повозке с соломой перевезли сначала в Новый Самбор, а затем во Львов, где он надеялся на достойное отношение и соблюдение Женевской конвенции 1864 года об обращении с ранеными, однако по прибытии во Львов Вргоч получил от русских солдат не медицинскую помощь, а удар по лицу, лишь за принадлежность ко вражеской армии. Этот поступок врезался в память Вргоча на долгие годы, и спустя четверть века в своих военных мемуарах он описал этот поступок как порочащий его достоинство и офицерскую честь:

Царизм, стало быть, позволил себе пытать раненого и небоеспособного человека без всякой причины! Это настолько огорчило меня, что мне захотелось покончить жизнь самоубийством. Я был беспомощен. Оскорбление было слишком сильным, и я не мог на него никак отреагировать, не говоря уже о том, чтобы добиваться возмещения.
Оригинальный текст (хорв.)Carizam je dakle dozvolio sebi ćuškati ranjenog i za boj nesposobnog čovjeka, a bez ikakva razloga! To me je tako ogorčilo, da sam htio počiniti samoubojstvo. Bio sam bespomoćan. Uvreda je bila prevelika, a na nju nisam mogao nikako reagirati, a kamoli tražiti zadovoljštinu.

4 ноября 1914 года Вргоча и других пленных перевезли по железной дороге из Львова в Киев, откуда они, также на поезде, отправились в Самару. Путь от Киева до Самары занял около недели, в течение которой самочуствие Вргоча резко ухудшилось, поднялась температура и начались кровотечения, с которыми ему пришлось справляться без помощи врачей, прикладывая к ранам поваренную соль. По прибытии в Самару Вргоч совсем обессилел и его пришлось выносить из поезда на носилках. Чуть позже его доставили в местный военный госпиталь, где осмотревший его врач выявил у Вргоча тиф, экссудацию и плеврит, после чего признал ранение и последующие за ним осложнения неизлечимыми. На основании этого, Вргоча поместили в палату к умирающим раненым и запретили принимать какие-либо лекарства. Каждый день Вргоч был свидетелем того, как из угла палаты, где прямо на полу содержались тяжелораненые солдаты, каждый день санитары выносили их трупы. Ужаснувшись условиями в палате и узнав о том, что никому из персонала госпиталя не известно понятие «карантин», Вргоч предположил, что в ближайшее время в больнице произойдёт вспышка инфекционного заболевания и поспешил применить для своего скорейшего выздоровления медицинские навыки, полученные во время учёбы в университете.
Спустя шесть недель, несмотря на пессимистичный прогноз и отсутствие лекарств, Вргоч всё-таки пошёл на поправку и подал прошение о его немедленном перемещении из госпиталя. Прошение было удовлетворено и 12 декабря 1914 года он был отправлен на поезде в Сибирь. По дороге поезд «догнали» известия из самарского госпиталя, подтвердившие печальный прогноз Вргоча: вскоре после того, как Вргоч покинул больницу, там действительно произошла вспышка сперва тифа, а затем и холеры, которые унесли жизни десятков больных и нескольких врачей. 22 декабря 1914 года Вргоч прибыл в Омск. Из-за нехватки личного состава, к пленным не была приставлена полагающася вооружённая охрана, которая должна была контролировать передвижения по городу, поэтому, 24 января 1915 года Вргоч и ещё около ста пленных были отправлены в глухую деревню Новоцарицыно в 120 км на юго-запад от Омска.
В деревне Вргоч познакомился с крестьянами, среди которых было много представителей киргизского народа, благодаря которым он выучил киргизский язык и некоторые из методов их народной медицины. Взамен на знания и тёплоё отношение к себе, Вргоч проводил для киргизов медицинские приёмы и делился с ними редкими для деревенских жителей лекарствами. Спустя полгода, об этой деятельности Вргоча узнали российские власти и выслали его из деревни в небольшой город Тара, где впервые за год нахождения в плену, он встретился с представителями Международного комитета Красного Креста, которые помогли ему отправить своей жене в Хорватию письмо с вестью о том, что он жив, так как из-за действий российских цензоров все предыдущие письма Вргоча так и не доходили до адресата. После двух с половиной лет пребывания в Таре до Вргоча дошли известия о том, что в Красноярске пленные немецкие профессора вели для пленных солдат лекции по нескольким научным направлениям. Последовав их примеру, Вргоч организовал для военнопленных в Таре собственные курсы по фармакологии, прохождение которых, после войны, было признано аттестационными комиссиями нескольких стран за получение полноценного фармакологического образования.
Начало гражданской войны в России Вргоч встретил в Томске, где из-за нехватки денег он был вынужден организовать своё производство недорогих лекарств, картонных коробок и ликёра из спирта и сахара, продажа которых принесла ему достаточную для возвращения на родину сумму денег. В 1918 году Вргоч присоединился к французским интервентам в Сибири, с помощью которых он на зимний семестр 1919/20 учебного года стал доцентом Томского университета. После падения Российского государства в 1920 году, Вргоч вместе с французским легионом отбыл во Владивосток, откуда в августе на корабле он отправился в Хорватию.

### Работа на родине
По возвращении в Хорватию, Вргоч вернулся на свою должность в институте фармакогнозии Загребского университета, где в 1924 году он сменил Юлие Домаца на посту директора. Административную и преподавательскую деятельность Вргоч совмещал с написанием научных трудов по фармакологии, составлении фармакопеи Королевства Юголавия и борьбой с частными аптеками на территории Хорватии, так как по его мнению предоставление неквалифицированным сотрудникам аптек права продавать лекарства оказывало негативное влияние на науку и здоровье покупателей.